# Lennart Czyborra
Lennart Marten Quint Czyborra (* 3. Mai 1999 in Berlin) ist ein deutscher Fußballspieler.

## Verein

### Verein
Er begann als Fünfjähriger bei Eintracht Wandlitz mit dem Fußballspielen und kam über Motor Eberswalde, Union Berlin, Hertha BSC und Energie Cottbus schließlich 2015 zu Schalke 04. Mit der Schalker A-Jugend wurde er 2018 deutscher Vizemeister und gewann den U-19-Westfalenpokal.
Czyborra, der als Abwehrspieler eingesetzt wird, wechselte im August 2018 zu Heracles Almelo. Er unterschrieb einen Dreijahresvertrag und kam seit Beginn der Saison 2018/19 in der Eredivisie zum Einsatz. In der Rückrunde der Saison 2019/20 wechselte er zu dem italienischen Erstligisten Atalanta Bergamo. Dort kam er in der Begegnung gegen Brescia Calcio am 14. Juli 2020 erstmals zum Einsatz. Seit der Saison 2020/21 war er mit einem Zweijahresvertrag an den italienischen Erstligisten CFC Genua ausgeliehen, der ihn nach Saisonende für 5,5 Millionen Euro fest verpflichtete. Nach Beginn der Spielzeit 2021/22 wechselte Czyborra auf Leihbasis zurück nach Deutschland zum Bundesligisten Arminia Bielefeld. Nachdem er nur wenig Einsatzzeiten bekommen hatte, wurde die Leihe vorzeitig beendet und Czyborra wechselte zum 31. Januar 2022 zurück zum CFC Genua.
In der Saison 2023/24 setzte er seine Karriere auf Leihbasis in der Eredivisie beim PEC Zwolle fort. Für Zwolle kam er jedoch nur zu fünf Einsätzen. Zur Saison 2024/25 wurde Czyborra an den österreichischen Bundesligisten WSG Tirol weiterverliehen. Für die WSG kam er zu 20 Einsätzen in der Bundesliga.

### Nationalmannschaft
Seit 2016 spielt Czyborra für Junioren-Nationalmannschaften des DFB. Für die deutsche U18 absolvierte er sechs Spiele und lief im April 2018 erstmals für die U19 auf. Im November dieses Jahres wurde er für das Team der U20-Nationalmannschaft nachnominiert. Im Spiel gegen Italien gehörte er zur ersten Elf und erzielte ein Tor.

## Familie
Sein älterer Bruder Michael Czyborra war ebenfalls ein professioneller Fußballspieler.